# Mistrovství Evropy v rychlobruslení 2009
Mistrovství Evropy v rychlobruslení 2009 se konalo ve dnech 9. až 11. ledna 2009 v rychlobruslařské hale Thialf v nizozemském Heerenveenu. Jednalo se o 20. společné mistrovství Evropy a celkově o 34. evropský ženský šampionát a 103. mistrovství Evropy pro muže. Z předchozího šampionátu obhajovali tituly Nizozemci Sven Kramer a Ireen Wüstová.
V Heerenveenu zvítězili Sven Kramer, pro něhož to byl třetí titul mistra Evropy v řadě, a potřetí ve své kariéře Claudia Pechsteinová.
Z českých závodníků na evropském šampionátu startovali Karolína Erbanová, Milan Sáblík a Martina Sáblíková.
| Program                | Program                            | Program                               |
| ---------------------- | ---------------------------------- | ------------------------------------- |
| 9. ledna               | 10. ledna                          | 11. ledna                             |
| 500 m muži 5000 m muži | 500 m ženy 1500 m muži 3000 m ženy | 1500 m ženy 10 000 m muži 5000 m ženy |

## Muži
Mužského mistrovství Evropy se zúčastnilo celkem 31 závodníků z následujících zemí: Nizozemsko (4), Norsko (4), Itálie (3), Německo (3), Rusko (3), Polsko (2), Švédsko (2), Belgie (1), Bělorusko (1), Česko (1), Finsko (1), Francie (1), Maďarsko (1), Rumunsko (1), Spojené království (1), Španělsko (1), Švýcarsko (1).
Závodníci na prvních 16 příčkách zajistili pro své země odpovídající počet míst pro start na Mistrovství světa ve víceboji 2009.
| Pořadí           | Jméno                | Země               | 500 m          | 5000 m        | 1500 m        | 10 000 m       | Počet bodů |
| ---------------- | -------------------- | ------------------ | -------------- | ------------- | ------------- | -------------- | ---------- |
| Zlatá medaile    | Sven Kramer          | Nizozemsko         | 36,47 (5.)     | 6:15,76 (1.)  | 1:46,53 (1.)  | 13:00,16 (1.)  | 148,564    |
| Stříbrná medaile | Håvard Bøkko         | Norsko             | 37,36 (15.)    | 6:18,51 (2.)  | 1:47,47 (5.)  | 13:09,23 (2.)  | 150,495    |
| Bronzová medaile | Wouter olde Heuvel   | Nizozemsko         | 36,72 (8.)     | 6:21,84 (3.)  | 1:47,44 (4.)  | 13:18,25 (4.)  | 150,629    |
| 4.               | Ivan Skobrev         | Rusko              | 36,68 (7.)     | 6:30,22 (7.)  | 1:47,97 (6.)  | 13:19,85 (5.)  | 151,684    |
| 5.               | Carl Verheijen       | Nizozemsko         | 37,71 (19.)    | 6:25,52 (5.)  | 1:48,88 (10.) | 13:18,11 (3.)  | 152,460    |
| 6.               | Robert Lehmann       | Německo            | 36,34 (3.)     | 6:36,29 (11.) | 1:48,48 (9.)  | 13:44,84 (10.) | 153,304    |
| 7.               | Sverre Haugli        | Norsko             | 37,97 (21.)    | 6:25,11 (4.)  | 1:50,00 (15.) | 13:28,79 (7.)  | 153,586    |
| 8.               | Tobias Schneider     | Německo            | 37,09 (12.)    | 6:35,17 (10.) | 1:49,26 (11.) | 13:35,70 (9.)  | 153,812    |
| 9.               | Konrad Niedźwiedzki  | Polsko             | 36,25 (2.)     | 6:44,89 (17.) | 1:48,27 (8.)  | 14:07,05 (11.) | 155,181    |
| 10.              | Jevgenij Lalenkov    | Rusko              | 36,20 (1.)     | 6:47,96 (20.) | 1:46,62 (2.)  | 14:35,33 (12.) | 156,302    |
| 11.              | Øystein Grødum       | Norsko             | 39,88 (27.)    | 6:32,56 (8.)  | 1:53,51 (22.) | 13:26,84 (6.)  | 157,314    |
| 12.              | Koen Verweij         | Nizozemsko         | 1:06,95* (31.) | 6:29,91 (6.)  | 1:48,24 (7.)  | 13:35,07 (8.)  | 182,774    |
| 13.              | Joel Eriksson        | Švédsko            | 36,45 (4.)     | 6:47,50 (18.) | 1:49,50 (13.) | —              | 113,700    |
| 14.              | Johan Röjler         | Švédsko            | 37,41 (16.)    | 6:39,93 (13.) | 1:50,14 (16.) | —              | 114,116    |
| 15.              | Alexis Contin        | Francie            | 37,81 (20.)    | 6:38,74 (12.) | 1:49,45 (12.) | —              | 114,167    |
| 16.              | Matteo Anesi         | Itálie             | 36,94 (10.)    | 6:47,70 (19.) | 1:49,86 (14.) | —              | 114,330    |
| 17.              | Andrej Burljajev     | Rusko              | 37,35 (14.)    | 6:49,09 (21.) | 1:50,55 (17.) | —              | 115,109    |
| 18.              | Marco Cignini        | Itálie             | 37,63 (18.)    | 6:49,95 (22.) | 1:50,69 (18.) | —              | 115,521    |
| 19.              | Marco Weber          | Německo            | 38,21 (23.)    | 6:40,35 (14.) | 1:52,30 (20.) | —              | 115,678    |
| 20.              | Vitalij Michajlov    | Bělorusko          | 37,46 (17.)    | 6:55,54 (25.) | 1:52,40 (21.) | —              | 116,480    |
| 21.              | Sławomir Chmura      | Polsko             | 39,24 (25.)    | 6:34,08 (9.)  | 1:53,89 (24.) | —              | 116,611    |
| 22.              | Milan Sáblík         | Česko              | 38,19 (22.)    | 6:53,08 (23.) | 1:53,54 (23.) | —              | 117,341    |
| 23.              | Marian Christian Ion | Rumunsko           | 38,95 (24.)    | 6:53,54 (24.) | 1:54,41 (25.) | —              | 118,440    |
| 24.              | Philip Brojaka       | Spojené království | 37,06 (11.)    | 7:23,55 (28.) | 1:52,25 (19.) | —              | 118,831    |
| 25.              | Jan Caflisch         | Švýcarsko          | 40,31 (28.)    | 7:07,21 (26.) | 2:00,27 (29.) | —              | 123,121    |
| 26.              | Asier Peña Iturria   | Španělsko          | 40,99 (30.)    | 7:17,54 (27.) | 2:00,20 (27.) | —              | 124,810    |
| 27.              | Szabolcs Szőllősi    | Maďarsko           | 40,42 (29.)    | 7:24,00 (29.) | 2:00,20 (27.) | —              | 124,886    |
| 28.              | Enrico Fabris        | Itálie             | 36,55 (6.)     | DSQ           | 1:46,68 (3.)  | —              | 72,110     |
| 29.              | Jarmo Valtonen       | Finsko             | 37,12 (13.)    | DSQ           | 1:54,41 (25.) | —              | 75,257     |
| 30.              | Lars Kvaanen         | Norsko             | 36,79 (9.)     | 6:44,87 (16.) | DSQ           | —              | 77,277     |
| 31.              | Kris Schildermans    | Belgie             | 39,80 (26.)    | 6:43,48 (15.) | DSQ           | —              | 80,148     |

* pád

## Ženy
Ženského mistrovství Evropy se zúčastnilo celkem 28 závodnic z následujících zemí: Německo (4), Nizozemsko (4), Norsko (3), Rusko (3), Bělorusko (2), Česko (2), Polsko (2), Rumunsko (2), Švédsko (2), Dánsko (1), Maďarsko (1), Rakousko (1), Ukrajina (1).
Závodnice na prvních 14 příčkách zajistily pro své země odpovídající počet míst pro start na Mistrovství světa ve víceboji 2009.
| Pořadí           | Jméno                        | Země       | 500 m        | 3000 m        | 1500 m        | 5000 m        | Počet bodů |
| ---------------- | ---------------------------- | ---------- | ------------ | ------------- | ------------- | ------------- | ---------- |
| Zlatá medaile    | Claudia Pechsteinová         | Německo    | 39,74 (2.)   | 4:04,41 (1.)  | 1:57,72 (2.)  | 7:02,99 (2.)  | 162,014    |
| Stříbrná medaile | Daniela Anschützová-Thomsová | Německo    | 40,00 (3.)   | 4:04,97 (2.)  | 1:57,21 (1.)  | 7:04,09 (3.)  | 162,307    |
| Bronzová medaile | Martina Sáblíková            | Česko      | 40,90 (12.)  | 4:05,34 (4.)  | 1:59,12 (6.)  | 6:53,19 (1.)  | 162,815    |
| 4.               | Paulien van Deutekomová      | Nizozemsko | 40,04 (4.)   | 4:05,24 (3.)  | 1:58,12 (3.)  | 7:08,33 (7.)  | 163,119    |
| 5.               | Renate Groenewoldová         | Nizozemsko | 40,73 (10.)  | 4:07,52 (5.)  | 1:58,66 (5.)  | 7:04,34 (4.)  | 163,965    |
| 6.               | Ireen Wüstová                | Nizozemsko | 40,19 (6.)   | 4:11,36 (7.)  | 1:58,28 (4.)  | 7:05,33 (5.)  | 164,042    |
| 7.               | Elma de Vriesová             | Nizozemsko | 40,46 (8.)   | 4:13,42 (10.) | 2:00,97 (9.)  | 7:14,35 (9.)  | 166,454    |
| 8.               | Katarzyna Wójcická           | Polsko     | 40,88 (11.)  | 4:12,92 (9.)  | 2:00,69 (8.)  | 7:19,00 (11.) | 167,163    |
| 9.               | Maren Haugliová              | Norsko     | 41,42 (18.)  | 4:12,20 (8.)  | 2:01,28 (10.) | 7:13,05 (8.)  | 167,184    |
| 10.              | Anna Rokitová                | Rakousko   | 41,37 (17.)  | 4:14,64 (12.) | 2:02,33 (11.) | 7:18,77 (10.) | 168,463    |
| 11.              | Lucille Opitzová             | Německo    | 41,09 (13.)  | 4:13,78 (11.) | 2:02,52 (14.) | 7:26,27 (12.) | 168,853    |
| 12.              | Stephanie Beckertová         | Německo    | 43,62 (26.)  | 4:10,08 (6.)  | 2:04,79 (20.) | 7:06,98 (6.)  | 169,594    |
| 13.              | Alla Šabanovová              | Rusko      | 39,58 (1.)   | 4:17,12 (13.) | 1:59,81 (7.)  | —             | 122,369    |
| 14.              | Jekatěrina Abramovová        | Rusko      | 40,18 (5.)   | 4:26,10 (18.) | 2:02,63 (15.) | —             | 125,406    |
| 15.              | Hege Bøkková                 | Norsko     | 40,42 (7.)   | 4:25,29 (17.) | 2:02,43 (13.) | —             | 125,445    |
| 16.              | Luiza Złotkowská             | Polsko     | 41,27 (16.)  | 4:21,12 (14.) | 2:02,82 (16.) | —             | 125,730    |
| 17.              | Mari Hemmerová               | Norsko     | 41,69 (20.)  | 4:21,53 (15.) | 2:03,09 (18.) | —             | 126,308    |
| 18.              | Karolína Erbanová            | Česko      | 41,12* (14.) | 4:26,64 (19.) | 2:02,36 (12.) | —             | 126,346    |
| 19.              | Daniela Dumitruová           | Rumunsko   | 41,66 (19.)  | 4:30,34 (22.) | 2:07,02 (21.) | —             | 129,056    |
| 20.              | Marita Johanssonová          | Švédsko    | 43,06 (24.)  | 4:28,19 (20.) | 2:04,08 (19.) | —             | 129,118    |
| 21.              | Julija Jasenoková            | Bělorusko  | 41,26 (15.)  | 4:34,86 (25.) | 2:07,49 (22.) | —             | 129,566    |
| 22.              | Olena Mjahkichová            | Ukrajina   | 41,85 (21.)  | 4:33,15 (24.) | 2:07,67 (24.) | —             | 129,931    |
| 23.              | Daniela Olteanová            | Rumunsko   | 42,69 (23.)  | 4:30,67 (23.) | 2:07,61 (23.) | —             | 130,337    |
| 24.              | Emma Anderssonová            | Švédsko    | 42,34 (22.)  | 4:38,30 (26.) | 2:08,33 (25.) | —             | 131,499    |
| 25.              | Anna Badajevová              | Bělorusko  | 40,61 (9.)   | 4:50,19 (28.) | 2:08,61 (26.) | —             | 131,845    |
| 26.              | Cathrine Grageová            | Dánsko     | 45,04 (27.)  | 4:28,38 (21.) | 2:11,16 (27.) | —             | 133,490    |
| 27.              | Ágota Tóthová                | Maďarsko   | 43,09 (25.)  | 4:39,75 (27.) | 2:15,17 (28.) | —             | 134,771    |
| 28.              | Jekatěrina Šichovová         | Rusko      | DSQ          | 4:23,23 (16.) | 2:03,00 (17.) | —             | 84,872     |

* cílem projela v pádu

## Galerie

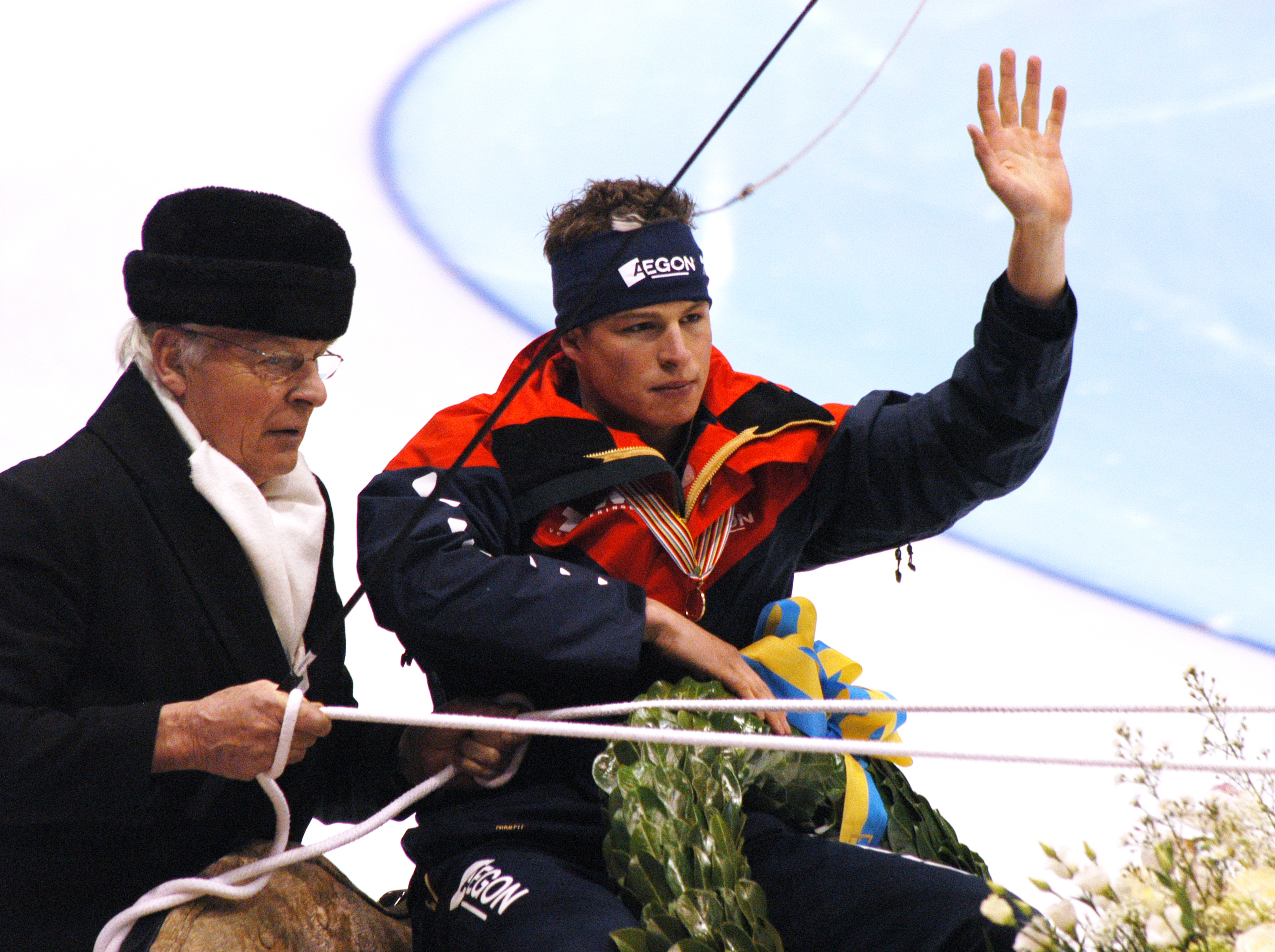
Sven Kramer po vítězství na ME 2009
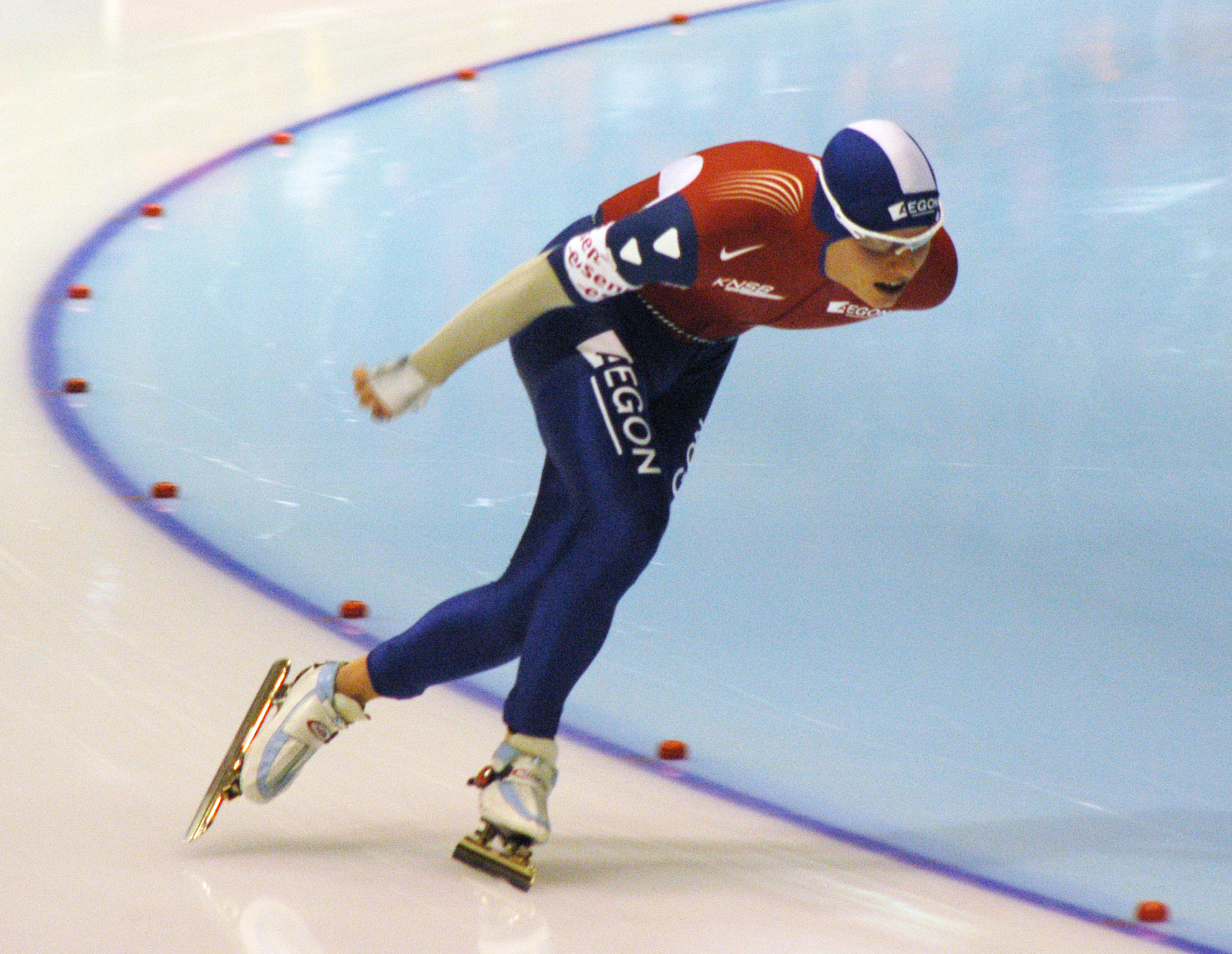
Koen Verweij na evropském šampionátu 2009
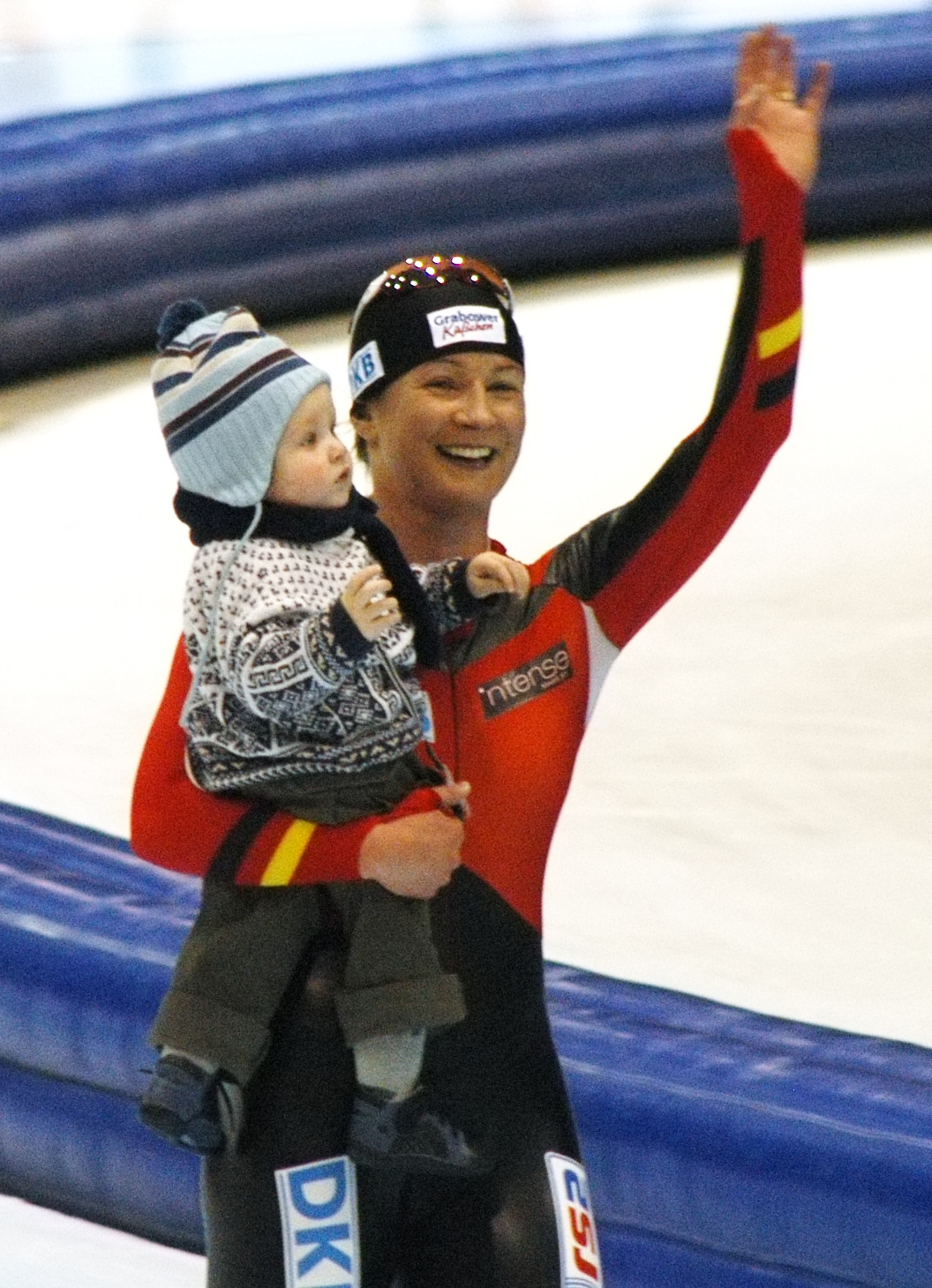
Claudia Pechsteinová po vítězství na ME 2009
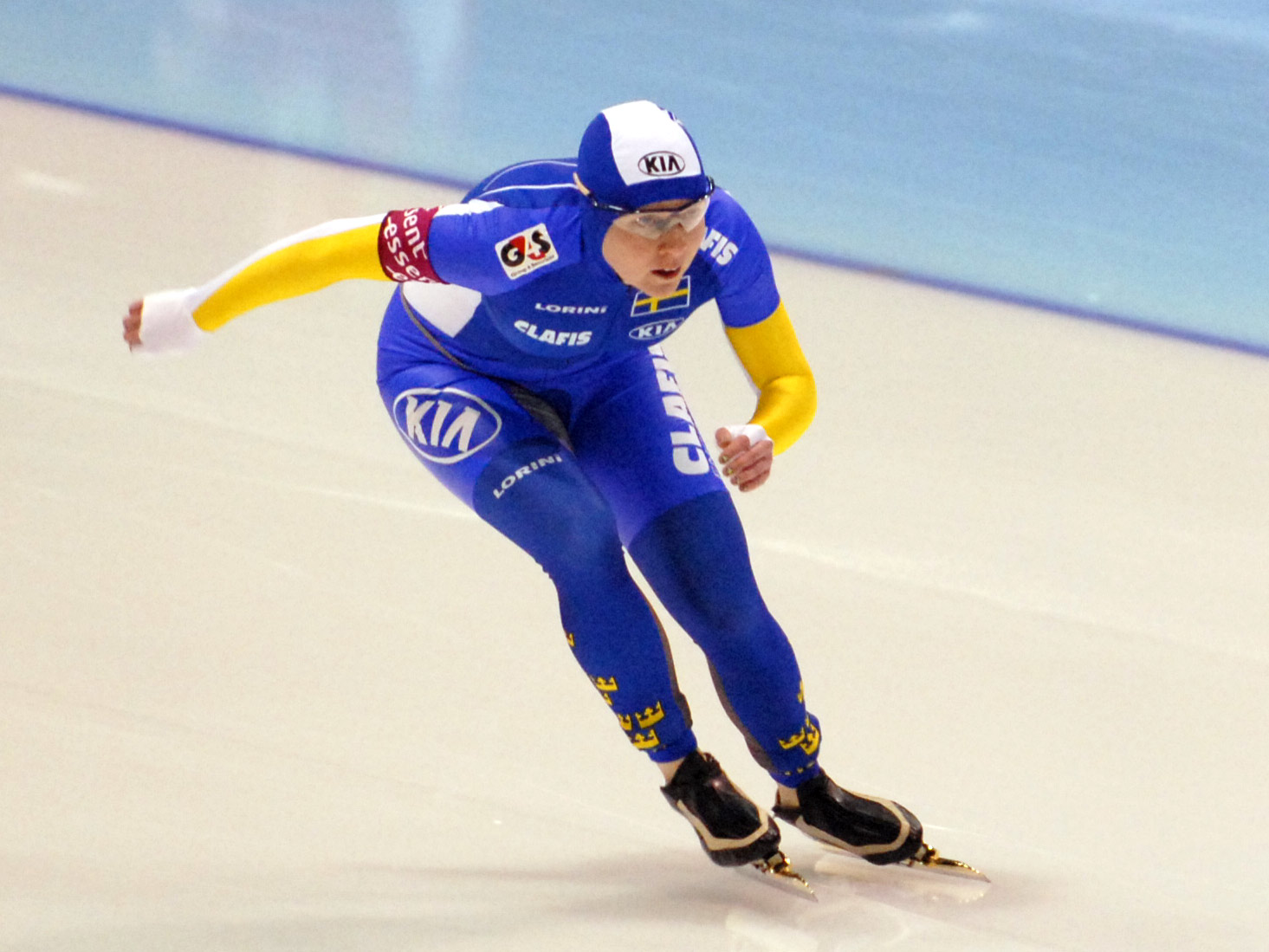
Marita Johanssonová při závodu na mistrovství Evropy 2009